# Liste der Kulturdenkmäler in Koblenz-Asterstein
In der Liste der Kulturdenkmäler in Koblenz-Asterstein sind alle Kulturdenkmäler im Stadtteil Koblenz-Asterstein der rheinland-pfälzischen Stadt Koblenz aufgeführt. Grundlage ist die Denkmalliste des Landes Rheinland-Pfalz (Stand: 28. Juni 2023).
Die Kulturdenkmäler sind Teil des seit 2002 bestehenden UNESCO-Welterbes Oberes Mittelrheintal.

## Denkmalzonen
| Bezeichnung                 | Lage                | Baujahr   | Beschreibung | Bild                           |
| --------------------------- | ------------------- | --------- | --- | ------------------------------ |
| Denkmalzone Fort Asterstein | Kolonnenweg 13 Lage | 1819–1826 | zweigeschossiges rundes Reduit mit 2 dreigeschossigen Traditoren, Putzbau mit gewölbten Perpendikulärkasematten in drei Geschossen, nach Plänen der Ingenieuroffiziere Ernst Ludwig von Aster, von Rauch, Le Bauld de Nans et Langy und Keibel; Wallanlagen; Gesamtanlage mit umgebendem Terrain; zum System Pfaffendorfer Höhe gehörten: - Werk Glockenberg, erbaut 1822/1867, geschleift 1927 - Fort Rheinhell, erbaut 1859/1868, geschleift 1927 | weitere Bilder Fotos hochladen |

## Einzeldenkmäler
| Bezeichnung                               | Lage                                       | Baujahr         | Beschreibung | Bild                           |
| ----------------------------------------- | ------------------------------------------ | --------------- | --- | ------------------------------ |
| Kriegerdenkmal 1866                       | Kolonnenweg Lage                           | 1869            | Obelisk, 1869, Entwurf Dombildhauer Christian Mohr, Köln | weitere Bilder Fotos hochladen |
| Kreuzigungsgruppe                         | Kolonnenweg, auf dem Friedhof Lage         | 19. Jahrhundert | Metallguss aus Lothringer Gießerei, 19. Jahrhundert; vom aufgegebenen Kloster Maria Trost bei Kesselheim hierher versetzt | Fotos hochladen                |
| Wohnhaus                                  | Kolonnenweg 11 Lage                        | 1890            | zweigeschossiges Fachwerkwohnhaus mit Walmdach, 1890 zur Unterbringung von Offiziersfamilien der Fachwerk-Kaserne auf dem Asterstein | Fotos hochladen                |
| Katholische Pfarrkirche Maria Himmelfahrt | Lehrhohl Lage                              | 1959            | Stahlbetonbau in Schalenbauweise auf dem Grundriss des Heiligen Rocks mit trapezförmigem Hauptschiff und kurzen Querarmen zu Seiten des Altarraums, 1959, Architekt Max Christens, Vallendar, Betonglasfenster 1969 von Walter Bettendorf, Trier; freistehende Taufkapelle auf sechseckigem Grundriss | weitere Bilder Fotos hochladen |
| Fort Rheinhell                            | Lindenallee, hinter Nr. 30 und 32 Lage     | 1859–1868       | Rest von Fort Rheinhell, erbaut 1859/1868, geschleift 1927 | Fotos hochladen                |
| Teufelstreppe                             | Rudolf-Breitscheid-Straße, bei Nr. 21 Lage | 1865            | Rest der Treppenkommunikation zwischen dem 1822 errichteten Werk Glockenberg und der 1862/64 errichteten Horchheimer Torbefestigung | weitere Bilder Fotos hochladen |